# Bélhagymás
Bélhagymás (románul: Hășmaș (Arad) falu Romániában, Arad megyében, Bélhagymás község központja.

## Fekvése
A Béli hegyek alatt, Bél-től keletre, Bélörvényes, Kománfalva és Bélárkos közt fekvő település. A DJ 793-as úton közelíthető meg; a legközelebbi vasútállomás Bokszegen található.

## Története
A község területén a Tisza-kultúra és a Coțofeni-kultúra nyomait tárták fel.
Bélhagymást 1588-ban említették először Hagimas néven. 1595-ben Kis-Hagymás, 1599-ben Kyshagimas, Nagyhagimas, 1692-ben Hagymás-nak írták. A település földesura a nagyváradi 1. sz. püspökség volt, mely még a 20. század elején is birtokos volt itt. 1741-ben üveggyár épült itt, amelyet az 1780-as években Bélre költöztettek.
Határában kitűnő malomkövet bányásztak. Egy időben innen szállították a béli üveggyár számára a szükséges alapanyagot is.
A településről így írtak az 1800-as évek végén:
"A település a nagy hegyek alatt, a váradi deák püspök béli uradalmához tartozott. 583 n.e. óhitű lakossal, s anyatemplommal. A béli üveghutában használt békasót itt ássák, előbb a patak által melly még 6 kis malmot hajt, mozgásba hozott törő által apróra töretvén."
A 20. század elején Bihar vármegye Béli járásához tartozott. A román hatalom alatt először Bihar megyéhez, majd 1950-től Crișana tartomány borosjenői rajonjához tartozott, és az 1968-as közigazgatási átszervezéskor került Arad megyéhez. 
A 17. században 97 házban 575 lakost jegyeztek fel. Az 1910-es népszámláláskor 851 lakosa volt, ebből 8 magyar, 836 román, melyből 841 görögkeleti ortodox, 7 izraelita volt.

## Nevezetességek
Görög keleti temploma 1800 körül, ortodox temploma 1937-ben épült.